# Roger de Vignory (abbé)
Ne doit pas être confondu avec Roger de Vignory, seigneur de Vignory au milieu du XIe siècle.
Roger de Vignory (né vers 1065, † en 1125), est un religieux français de la fin du XIe siècle et du début du XIIe siècle, issu de la maison de Vignory, qui fut abbé de l'abbaye de Montier-en-Der de 1097 jusqu'à sa mort en 1125.

## Biographie
Il est le fils de Guy II, dit Le Rouge ou L'Ancien, seigneur de Vignory, et de sa première épouse Hildegarde, dont le nom de famille est inconnu, et donc le frère de Guy III de Vignory. Il est également neveu de Brunon de Vignory, ancien et illustre abbé de Montier-en-Der.
Dès les premières années de son gouvernement, il a des querelles avec ses voisins les évêques de Troyes, de Toul et de Châlons. Il demande l'arbitrage du pape Pascal II qui déclara que l'abbaye de Montier-en-Der était du domaine de Rome et que les évêques ne devaient pas intervenir dans la vie des moines.
Les papes Calixte II et Honorius II confirmeront par la suite ces dispositions et leur protection.
Sous l'administration de Roger, les comtes de Champagne vendent leur titre d'avoué du monastère du Der et les seigneurs de Joinville se revendiqueront par la suite gardiens de l'abbaye, bien que celle-ci soit sous protection papale.
L'administration de l'abbé Roger est marquée par l'abondance de biens spirituels et temporels qui ont afflué vers l'abbaye, ainsi que par son zèle et sa piété.
Ainsi vers 1120, le comte de Brienne Érard Ier, dont les ancêtres avaient eu plusieurs litiges avec l'abbaye, tombe gravement malade à Avenay et demande à son frère Milon II de Bar-sur-Seine de le faire enterrer à Montier-en-Der et de donner aux moines une rémunération convenable. Ses fils Gautier II et Guy donneront leur aval sur ces dispositions.